# Herb Wojwodiny

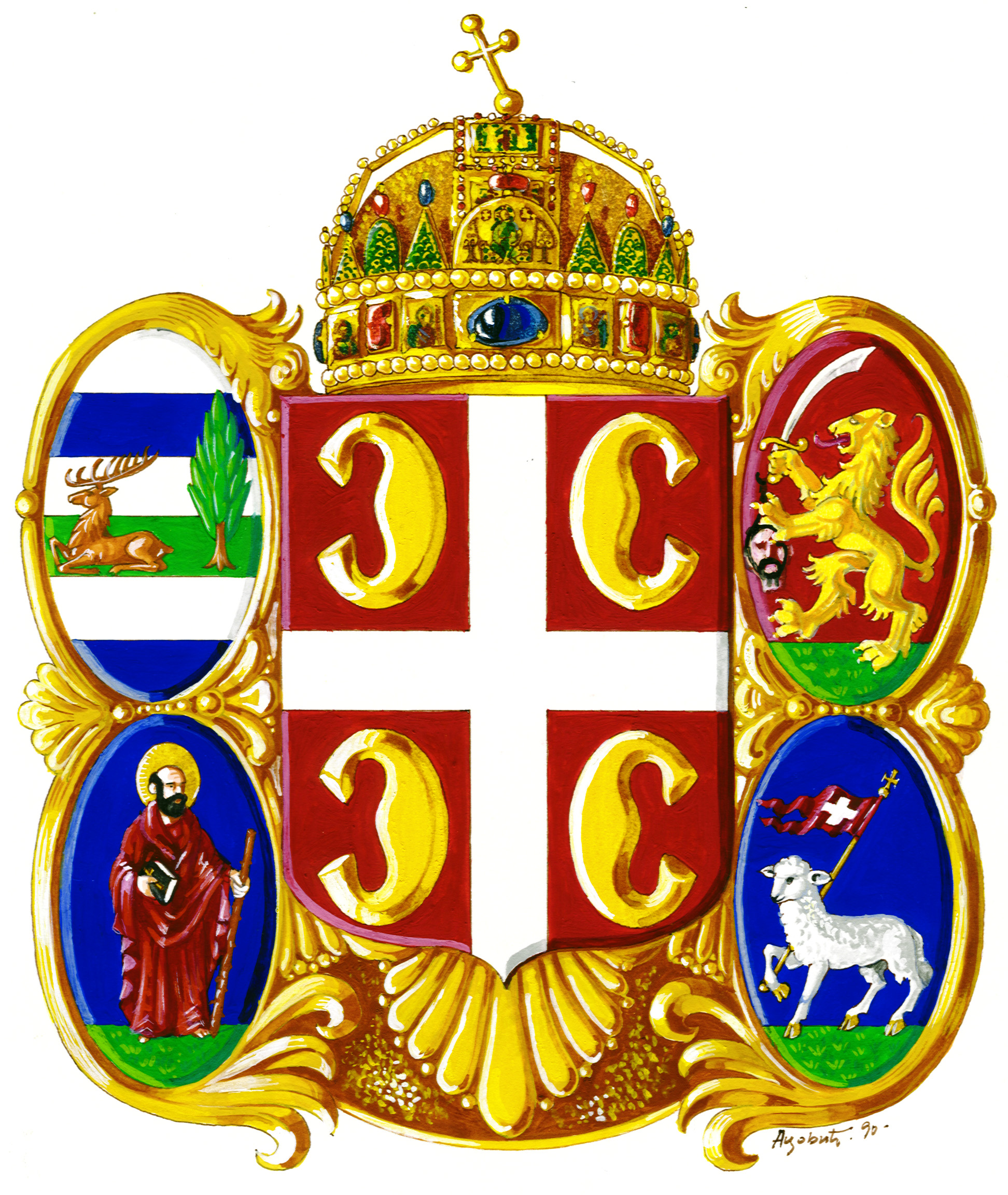
Herb Wojwodiny z Koroną Świętego Stefana

Herb Wojwodiny przyjęty przez parlament Wojwodiny 28 czerwca 2002 r. składa się z 3 herbów historycznych regionów: Baczki, Banatu i Sremu. W pierwszym polu - herb Baczki (św. Paweł), herb nadany przez cesarza Leopolda I w 1699 r. Od 1861 przejęty jako herb węgierskiego komitatu Bács-Bodrog.
Pole drugie-herb Banatu (wspięty lew z szablą), od 1718 r. Lew pochodzi z herbu Habsburgów, miecz symbolizuje położenie przy granicy z Turcją (w XVIII w).
Pole trzecie - herb Sremu nadany w 1747 przez cesarzową Marię Teresę. Trzy faliste błękitne linie symbolizują trzy rzeki Sremu: Bosut, Sawę i Dunaj. Drzewo to topola. W wersji oryginalnej z 1747 r. był to cyprys. Obecnie podobnego herbu używa też chorwacka część Sremu (Vukovarsko-srijemska żupanija) a tam drzewo to dąb.